# سونتاگبرگ
سونتاگبرگ (به آلمانی: Sonntagberg) یک منطقهٔ مسکونی در اتریش است که در بخش امستیتن واقع شده‌است. سونتاگبرگ ۴٬۰۵۹ نفر جمعیت دارد.